# Short track na Zimowych Igrzyskach Olimpijskich Młodzieży 2020
Zawody w short tracku na Zimowych Igrzyskach Olimpijskich Młodzieży 2020 odbyły się w dniach 18 - 22 stycznia 2020 roku.
Zawodnicy i zawodniczki walczyli w dwóch męskich i w dwóch kobiecych konkurencjach: biegach na 500 m i 1000 m, oraz w sztafecie mieszanej. Łącznie zostało rozdanych pięć kompletów medali. Zawody odbywały się w Lozannie, na obiekcie CIG de Malley.

## Terminarz
| Data             | Miejscowość            | Konkurencja              | Złoto                                                           | Srebro                                                         | Brąz                                                           |
| ---------------- | ---------------------- | ------------------------ | --------------------------------------------------------------- | -------------------------------------------------------------- | -------------------------------------------------------------- |
| 18 stycznia 2020 | Lozanna, CIG de Malley | Bieg na 1000 m chłopców  | Jang Sung-woo                                                   | Lee Jeong-min                                                  | Li Kongchao                                                    |
| 18 stycznia 2020 | Lozanna, CIG de Malley | Bieg na 1000 m dziewcząt | Seo Whi-min                                                     | Kim Chan-seo                                                   | Florence Brunelle                                              |
| 20 stycznia 2020 | Lozanna, CIG de Malley | Bieg na 500 m chłopców   | Lee Jeong-min                                                   | Jang Sung-woo                                                  | Zhang Tianyi                                                   |
| 20 stycznia 2020 | Lozanna, CIG de Malley | Bieg na 500 m dziewcząt  | Seo Whi-min                                                     | Michelle Velzeboer                                             | Florence Brunelle                                              |
| 22 stycznia 2020 | Lozanna, CIG de Malley | Sztafeta mieszana NOC    | Team B Kim Chan-seo Diede van Oorschot Shogo Miyata Jonathan So | Team G Julija Beresniewa Chang Hui Jang Sung-woo Gabriel Volet | Team A Olivia Weedon Seo Whi-min Thomas Nadalini Ethan De Rose |

## Wyniki

### Dziewczęta

#### Bieg na 500mszczegóły.lausanne2020.sport.[zarchiwizowane ztego adresu(2020-01-20)].
| Pozycja | Zawodniczka        | Narodowość       | Czas   |
| ------- | ------------------ | ---------------- | ------ |
|         | Seo Whi-min        | Korea Południowa | 43.483 |
|         | Michelle Velzeboer | Holandia         | 45.235 |
|         | Florence Brunelle  | Kanada           | 45.314 |
| 4.      | Zhang Chutong      | Chiny            | PEN    |

#### Bieg na 1000mszczegóły.lausanne2020.sport.[zarchiwizowane ztego adresu(2020-01-18)].
| Pozycja | Zawodniczka       | Narodowość       | Czas     |
| ------- | ----------------- | ---------------- | -------- |
|         | Seo Whi-min       | Korea Południowa | 1:29.439 |
|         | Kim Chan-seo      | Korea Południowa | 1:29.538 |
|         | Florence Brunelle | Kanada           | 1:30.024 |
| 4.      | Julija Beresniewa | Rosja            | 1:30.115 |
| 5.      | Petra Rusnáková   | Słowacja         | 1:30.221 |

### Chłopcy

#### Bieg na 500mszczegóły.lausanne2020.sport.[zarchiwizowane ztego adresu(2020-01-20)].
| Pozycja | Zawodnik          | Narodowość       | Czas   |
| ------- | ----------------- | ---------------- | ------ |
|         | Lee Jeong-min     | Korea Południowa | 40.772 |
|         | Jang Sung-woo     | Korea Południowa | 41.000 |
|         | Zhang Tianyi      | Chiny            | 48.570 |
| 4.      | Władimir Bałbekow | Rosja            | 56.847 |

#### Bieg na 1000mszczegóły.lausanne2020.sport.[zarchiwizowane ztego adresu(2020-01-18)].
| Pozycja | Zawodnik      | Narodowość        | Czas     |
| ------- | ------------- | ----------------- | -------- |
|         | Jang Sung-woo | Korea Południowa  | 1:33.531 |
|         | Lee Jeong-min | Korea Południowa  | 1:33.646 |
|         | Li Kongchao   | Chiny             | 1:33.851 |
| 4.      | Jonathan So   | Stany Zjednoczone | 1:33.896 |

#### Sztafeta mieszanaszczegóły
| Pozycja | Państwo/Zawodnik                                                       | Czas     |
| ------- | ---------------------------------------------------------------------- | -------- |
|         | Team B Kim Chan-seo Diede van Oorschot Shogo Miyata Jonathan So        | 4:12.378 |
|         | Team G Julija Beresniewa Chang Hui Jang Sung-woo Gabriel Volet         | 4:12.972 |
|         | Team A Olivia Weedon Seo Whi-min Thomas Nadalini Ethan De Rose         | 4:16.115 |
| 4.      | Team F Barbara Somogyi Elisa Confortola Félix Pigeon Władimir Bałbekow | 4:22.471 |